# 4856 Seaborg
4856 Seaborg је астероид главног астероидног појаса са средњом удаљеношћу од Сунца која износи 2,559 астрономских јединица (АЈ).
Апсолутна магнитуда астероида је 12,1.